# Tournoi des Cinq Nations 1928
Navigation
Tournoi 1927 Tournoi 1929

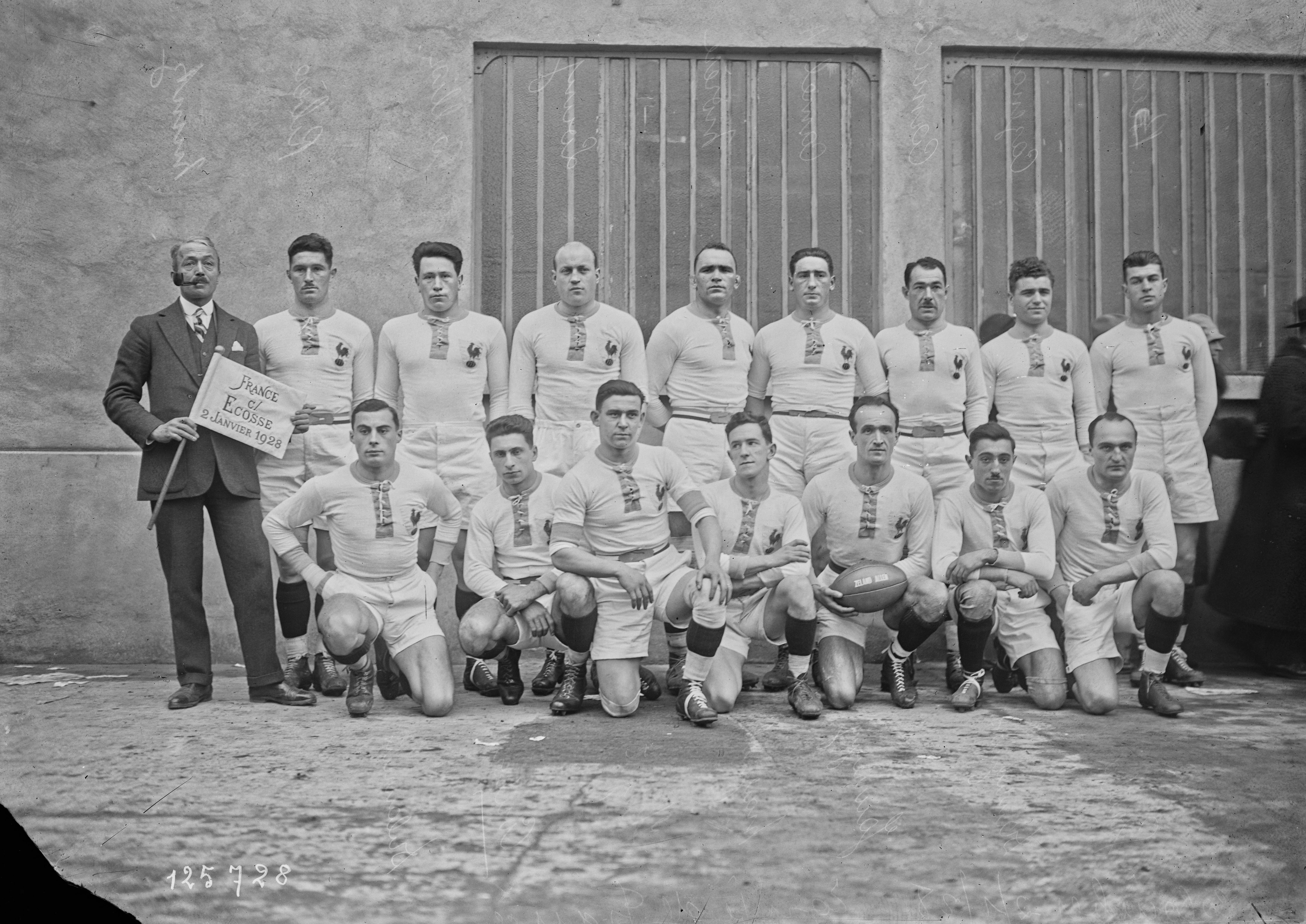
L'équipe de France avant sa rencontre contre l'Écosse.

Le Tournoi des Cinq Nations 1928, joué entre le 2 janvier et le 9 avril 1928, est remporté par l'Angleterre, qui réalise son sixième Grand Chelem.

## Classement
| Rang | Nations        | J | V | N | D | PP | PC | Δ   | Pts |
| ---- | -------------- | - | - | - | - | -- | -- | --- | --- |
| 1    | Angleterre     | 4 | 4 | 0 | 0 | 41 | 22 | +19 | 8   |
| 2    | Irlande (T)    | 4 | 3 | 0 | 1 | 44 | 30 | +14 | 6   |
| 3    | Pays de Galles | 4 | 1 | 0 | 3 | 34 | 31 | +3  | 2   |
| 3    | Écosse (T)     | 4 | 1 | 0 | 3 | 20 | 38 | -18 | 2   |
| 3    | France         | 4 | 1 | 0 | 3 | 30 | 48 | -18 | 2   |

- Légende :
Δ différence de points PP-PC ;
Pts points de classement (barème : 2 points pour une victoire, 1 point en cas de match nul, rien pour une défaite) ;
T tenantes conjointes du titre 1927.
- Bien que deuxième de l'épreuve, l'Irlande réalise la meilleure attaque.
- L'Angleterre victorieuse exerce la meilleure défense et a la plus grande différence de points.

## Résultats
| 2 janvier 1928, Colombes   | France         | 06 - 15 | Écosse         |
| 21 janvier 1928, Swansea   | Pays de Galles | 08 - 10 | Angleterre     |
| 28 janvier 1928, Belfast   | Irlande        | 12 - 8  | France         |
| 4 février 1928, Édimbourg  | Écosse         | 00 - 13 | Pays de Galles |
| 11 février 1928, Dublin    | Irlande        | 06 - 7  | Angleterre     |
| 25 février 1928, Londres   | Angleterre     | 18 - 8  | France         |
| 25 février 1928, Édimbourg | Écosse         | 05 - 13 | Irlande        |
| 10 mars 1928, Cardiff      | Pays de Galles | 10 - 13 | Irlande        |
| 17 mars 1928, Londres      | Angleterre     | 06 - 0  | Écosse         |
| 9 avril 1928, Paris        | France         | 08 - 3  | Pays de Galles |

## Les matches de la France
Quelques précisions techniques pour les matches de la France :

### France - Écosse
| 2 janvier 1928 Beau temps frais. | France                        | 6 - 15 (3-9) | Écosse                                                      | Stade de Colombes Bon terrain 35 000 spectateurs Arbitre : R.Magrath |
| 2 janvier 1928 Beau temps frais. | Essai(s) : 2 A.Haget, A.Camel |              | Essai(s) : 5 W.M.Simmers (2), D.Mac Myn J.Graham, J.W.Scott | Stade de Colombes Bon terrain 35 000 spectateurs Arbitre : R.Magrath |
| 2 janvier 1928 Beau temps frais. |                               |              |                                                             | Stade de Colombes Bon terrain 35 000 spectateurs Arbitre : R.Magrath |

### Irlande - France
| Samedi 28 janvier 1928 Temps printanier | Irlande                                | 12 - 8 (6-8) | France                                                               | Ravenhill Stadium, Belfast Terrain lourd 20 000 spectateurs Arbitre : M.Anderson |
| Samedi 28 janvier 1928 Temps printanier | Essai(s) : 4 J Ganly (2), J Arigho (2) |              | Essai(s) : 2 Ribère, H Béhotéguy Transformation(s) : 1/2 A Béhotéguy | Ravenhill Stadium, Belfast Terrain lourd 20 000 spectateurs Arbitre : M.Anderson |
| Samedi 28 janvier 1928 Temps printanier |                                        |              |                                                                      | Ravenhill Stadium, Belfast Terrain lourd 20 000 spectateurs Arbitre : M.Anderson |

### Angleterre - France
| Samedi 25 février 1928 Beau temps | Angleterre                                                                          | 18 - 8 (10-3) | France                                                      | Twickenham Bon terrain 70 000 spectateurs Arbitre : A Freethy |
| Samedi 25 février 1928 Beau temps | Essai(s) : 4 W Taylor, H Periton (2), G Palmer Transformation(s) : 3/4 J Richardson |               | Essai(s) : 2 Galia, Jauréguy Transformation(s) : 1/2 Verger | Twickenham Bon terrain 70 000 spectateurs Arbitre : A Freethy |
| Samedi 25 février 1928 Beau temps |                                                                                     |               |                                                             | Twickenham Bon terrain 70 000 spectateurs Arbitre : A Freethy |

### France - pays de Galles
| Lundi 9 avril 1928 Beau temps | France                                             | 8 - 3 (0-3) | Pays de Galles      | Stade de Colombes Bon terrain 45 000 spectateurs Arbitre : M.Harland |
| Lundi 9 avril 1928 Beau temps | Essai(s) : 2 Houdet Transformation(s) : 1/2 Houdet |             | Essai(s) : W Powell | Stade de Colombes Bon terrain 45 000 spectateurs Arbitre : M.Harland |
| Lundi 9 avril 1928 Beau temps |                                                    |             |                     | Stade de Colombes Bon terrain 45 000 spectateurs Arbitre : M.Harland |

## Sources et références
1. ↑  Pierre Salviac (préf. Roger Couderc), LE TOURNOI DES 5 NATIONS·1910-1980 : Tous les matches·Tous les résultats·Tous les joueurs, Fernand Nathan, 1981, 102 p., p. 69.